# Irmãos Collyer
Homer Lusk Collyer (Manhattan, 6 de novembro de 1881 — Manhattan, 21 de março de 1947) e Langley Wakeman Collyer (Manhattan, 3 de outubro de 1885 — Manhattan, c. 9 de março de 1947), conhecidos como os irmãos Collyer, foram dois irmãos americanos que representam um caso clássico de acumulação compulsiva, patologia que lhes causou a morte.
Durante décadas, os dois viveram em reclusão num imóvel situado no bairro do Harlem, localizado no número 2078 da Quinta Avenida (esquina com a rua 128) onde armazenavam obsessivamente livros, móveis, instrumentos musicais e inúmeros outros itens, com armadilhas armadas e montadas em corredores e portas como obstáculo para eventuais intrusos. Em março de 1947, ambos foram encontrados mortos em casa, rodeados por mais de 140 toneladas de itens coletados que haviam acumulado ao longo de várias décadas.
Desde a década de 1960, o local da antiga casa dos irmãos Collyer tornou-se um "parque de bolso" e recebeu o nome Collyer Brothers Park, em memória dos irmãos.

## Família e educação
Os irmãos Collyer eram filhos de Herman Livingston Collyer (1857-1923), um ginecologista de Manhattan que trabalhou no Hospital Bellevue e que era casado com sua prima, Susie Gage Frost (1856-1929), uma ex-cantora de ópera. Os irmãos alegaram que seus antepassados haviam viajado para a América da Inglaterra no Fortune, um navio que chegou a Massachusetts um ano após o Mayflower em 1621. A mãe dos Collyers era descendente dos Livingstons, uma família de Nova York com raízes ligadas ao século XVIII. Robert Livingston foi o primeiro da família Livingston a imigrar para a América em 1672 - 52 anos após o Mayflower. Em 1880, Herman e Susie tiveram uma filha que eles chamaram de Susan. Ela morreu aos quatro meses de idade. No ano seguinte, em 6 de novembro, o primeiro filho do casal, Homer Lusk, nasceu. Em 1885, nasceu o segundo filho, Langley Wakeman. Quando criança, Homer estudou em escola pública. Com 14 anos de idade, ele foi aceito no Colégio da Cidade de Nova York como "sub-calouro", ganhando o diploma de bacharel seis anos depois.
Homer e Langley frequentaram a Universidade Columbia, que acabava de se mudar para o atual campus de Morningside Heights. Homer obteve um diploma em direito, enquanto Langley estudava engenharia e química. Langley também foi um pianista de concertos; Ele tocou profissionalmente por um tempo e se apresentou no Carnegie Hall.
Em 1909, o Dr. Herman Collyer mudou-se com a família para um Brownstone (típico sobrado norte-americano) de quatro andares no Harlem. O Dr. Collyer era conhecido por ser excêntrico e dizia que freqüentemente navegava pelo East River em uma canoa até o hospital City, na Ilha de Blackwell, onde ocasionalmente trabalhava e depois levava a canoa de volta para sua casa no Harlem. Por volta de 1919, Herman Collyer e Susie Collyer se separaram. O Dr. Collyer mudou-se para uma nova casa no número 153 Oeste da rua 77, enquanto Susie Collyer ficou no Harlem Brownstone. Homer e Langley, que nunca se casaram ou viveram por conta própria, optaram por ficar com a mãe. O Dr. Collyer morreu em 1923, deixando aos seus filhos todos os seus pertences, incluindo itens de sua prática médica, que eles trouxeram para sua casa no Harlem. Susie Collyer morreu em 1929, deixando os irmãos todos os seus pertences e o Harlem Brownstone.

## Isolamentos e acúmulo
Após a morte de sua mãe, os irmãos Collyer continuaram a viver juntos no Harlem Brownstone que eles herdaram. Nos quatro anos seguintes, os irmãos socializaram com outros e saíam sua casa regularmente. Homer continuou a praticar direito enquanto Langley trabalhava como negociante de piano. Ambos também frequentaram a escola dominical na Igreja da Trindade. Em 1933, Homer perdeu sua visão devido a hemorragias na parte de trás dos olhos. Langley deixou seu trabalho para cuidar de seu irmão e os dois começaram a se retirar da sociedade. À medida que o tempo passava, os irmãos foram ficando temerosos devido às mudanças no bairro; a área em grande parte da classe alta mudou dramaticamente devido aos efeitos econômicos da Grande Depressão. Os irmãos também ficaram desconfortáveis com a mudança na demografia racial, já que mais afro-americanos se mudaram para as casas de apartamentos, uma vez vazias, que foram construídas perto de uma rota de metrô. Quando mais tarde perguntou por que os dois escolheram se afastar do mundo, Langley Collyer respondeu: "Nós não queremos ser incomodados".
À medida que os rumores sobre o estilo de vida não convencional dos irmãos se espalhavam pelo Harlem, as multidões começavam a se reunir no lado de fora de sua casa. A atenção fez com que os temores dos irmãos aumentassem junto com suas excentricidades. Depois que dois adolescentes jogaram pedras nas janelas, eles entraram definitivamente e fecharam as portas. Depois disso rumores infundados espalharam-se por todo o bairro alegando que a casa dos irmãos continha objetos de valor e grandes somas em dinheiro, assim várias pessoas tentaram assaltar o lar. Na tentativa de excluir os assaltantes, Langley usou suas habilidades de engenharia para construir armadilhas e túneis entre a coleção de itens e lixo que preenchia a casa. A casa logo se tornou um labirinto de caixas e sistemas de túnel complicados feitos de lixo. Homer e Langley Collyer moravam em "ninhos" criados entre os detritos que estavam empilhados no teto.
Langley passou a maior parte do tempo mexendo com várias invenções, como um dispositivo para aspirar o interior de pianos e um Ford Modelo T adaptado para gerar eletricidade. Ele também cuidou de seu irmão Homer. Langley disse mais tarde a um repórter que ele alimentou e banhou seu irmão e leu para ele. Ele também temia pela saúde de Homer e estava determinado a curar as doenças físicas de seu irmão através de uma "dieta e descanso". Langley preparou uma dieta para o irmão que consistia de cem laranjas por semana, pão preto e manteiga de amendoim, alegando que este regime estava curando a cegueira de Homer. Depois que Homer ficou paralisado devido ao reumatismo inflamatório, ele se recusou a procurar tratamento médico profissional porque ambos os irmãos desconfiavam dos médicos. Os irmãos temiam que, se Homer buscasse atendimento médico, os médicos cortariam seu nervo óptico, deixando-o permanentemente cego e lhe daria drogas que acelerariam sua morte. Langley Collyer disse mais tarde a um repórter: "Você deve lembrar que somos filhos de um médico. Temos uma biblioteca médica de 15.000 livros na casa. Nós decidimos que não chamaríamos médicos. Você vê, nós sabíamos muito sobre remédio."
Langley começou a se aventurar fora da casa apenas depois da meia-noite e caminhava por toda a cidade para obter comida, às vezes indo até Williamsburg, no Brooklyn para comprar tão pouco quanto um pão. Ele também escolheria comida fora do lixo e cataria comida que seria jogada fora por mercearias e açougueiras para trazer ao irmão Homer. Ele também coletou inúmeras peças de itens abandonados e lixo que despertaram seu interesse.
No início dos anos de 1930, o Brownstone dos irmãos Collyer tinha caído em ruínas. Seu telefone foi desconectado em 1937 e nunca mais foi reconectado porque os irmãos disseram que não tinham ninguém com quem conversar. Por não conseguiram pagar suas contas, a eletricidade, a água e o gás foram desligados em 1938. Para aquecer a casa grande eles usavam apenas um aquecedor de querosene pequeno. Por um tempo, Langley tentou gerar eletricidade por meio de um motor de carro. Langley por muitas vezes buscava a água em parques próximos. Sua única conexão com o mundo exterior foi através de um rádio de cristal que Langley fez.
Vizinhos e lojistas na área descreveram Langley Collyer como um homem geralmente educado e racional, mas acrescentaram que ele estava "louco". Um repórter que entrevistou Langley, em 1942, descreveu-o como um "cavalheiro macio e com um gosto pela privacidade" que falava em uma "voz baixa, educada e culta". Sua aparência estava desgrenhada; ele carregava um bigode droopy, usava um boné de barco de 1910 e suas roupas esfarrapadas eram mantidas juntas por pinos. Enquanto Langley Collyer aventurou-se fora da casa e ocasionalmente interagiu com outras pessoas, Homer não tinha sido visto ou ouvido desde que ele ficou cego e recuou do mundo em 1933. Langley era ferozmente protetor de Homer e não permitiria que ninguém o visse ou falesse com ele. Quando ele pegou vizinhos tentando espreitar suas janelas de uma casa vizinha, Langley comprou o imóvel por US$ 7.500 em dinheiro. Quando um pequeno incêndio explodiu na casa em 1941, Langley se recusou a permitir que os bombeiros apagassem o fogo, vissem ou falassem com seu irmão.

## Escrutínio público
Em 1932, pouco antes de Homer Collyer ficar cego, ele comprou o imóvel do outro lado da rua da casa deles no número 2077 da Quinta Avenida, com a intenção de desenvolvê-lo em um prédio de apartamentos. Mas, após o início de sua cegueira, os planos de lucro do empreendimento imobiliário terminaram. Uma vez que os irmãos Collyer nunca pagaram nenhuma das suas contas e pararam de pagar impostos sobre o rendimento em 1931, a propriedade foi recuperada pela cidade de Nova York em 1943 para pagar os 1.900 dólares em impostos de renda que o Collyers deviam à cidade. Langley protestou contra a recuperação da propriedade, dizendo que, uma vez que não tinham renda, não deveriam pagar impostos sobre o rendimento.
Enquanto rumores e lendas abundavam no Harlem sobre os irmãos, eles chamaram a atenção quando, em 1938, uma história sobre sua recusa em vender sua casa para um agente imobiliário por US$ 125.000 apareceu no The New York Times. O Times repetiu informações sobre o acúmulo dos irmãos e também repetiu rumores de vizinhança de que os irmãos viviam em algum tipo de "esplendor orientalista" e estavam sentados em vastas pilhas de dinheiro, com medo de depositá-lo em um banco. Nenhum rumor era verdadeiro; Os irmãos certamente não eram insolventes, embora eventualmente eles tivessem sido, uma vez que nenhum deles havia trabalhado por décadas.
Após a história do New York Times, Helen Worden, repórter do New York World-Telegram, se interessou pelos irmãos e entrevistou Langley Collyer (Worden lançaria um livro sobre os irmãos em 1954). Langley disse a Worden que ele parou de tocar piano profissionalmente depois de se apresentar no Carnegie Hall, explicando também porque ele vestia roupas surradas - "Eles me roubariam se não o fizesse".
Os irmãos Collyer foram notícia novamente quando, em 1939, os trabalhadores da Consolidated Edison entraram na casa para remover dois medidores de gás que haviam sido desligados em 1928. O incidente teria atraído uma multidão de curiosos. Os irmãos chamaram a atenção da mídia novamente em agosto de 1942, quando o Bowery Savings Bank ameaçou expulsar os Collyers por não ter pago sua hipoteca por três anos. No mesmo ano, o New York Herald Tribune entrevistou Langley. Em resposta a uma consulta sobre os feixes de jornais que foram mantidos na casa dos irmãos, Langley respondeu: "Estou guardando jornais para o Homer, de modo que, quando ele recuperar a visão, ele poderá acompanhar as notícias".
Em novembro de 1942, o Bowery Savings Bank iniciou procedimentos de despejo e enviou uma equipe de limpeza para o lar. Langley começou a gritar com os trabalhadores, levando os vizinhos a chamar a polícia. Quando a polícia tentou forçar sua entrada na casa, derrubando a porta da frente, eles foram bloqueados por uma parede pura de lixo empilhada do chão ao teto. Eles encontraram Langley Collyer em uma clareira que ele havia feito no meio dos escombros. Sem comentários, Langley fez um cheque de US$ 6.700 (equivalente a US$ 100.350 em 2018), pagando toda a hipoteca na íntegra de uma só vez. Ele ordenou a todos que saíssem de sua propriedade, reaparecendo apenas à noite, quando queria apresentar denúncias criminais contra os intrusos, obter comida ou coletar itens que despertassem seu interesse.

## A morte de Homer Collyer
Em 21 de março de 1947, um avaliador anônimo que se identificou apenas como "Charles Smith" telefonou para o 122º Recinto policial e insistiu que havia uma cadáver na casa. O homem afirmou que o cheiro de decomposição estava vindo de dentro da casa. À medida que a polícia tentava contato com os vizinhos da casa dos irmãos Collyer, um oficial de patrulha foi enviado ao local. O oficial reportou que teve dificuldades em entrar na casa. Não havia nenhuma campainha ou telefone e as portas estavam trancadas; e embora as janelas do porão estivessem quebradas, elas eram protegidas por uma grade decorativa de ferro. Um esquadrão de emergência de sete homens finalmente não teve escolha senão começar a retirar todo o lixo que estava bloqueando o caminho e jogando-o na rua. O brownstone estava cheio de jornais antigos, camas e cadeiras dobráveis, meia máquina de costura, caixas, partes de uma prensa de vinhos e inúmeros outros pedaços de lixo. Um patrulheiro finalmente entrou pela janela em um quarto do segundo andar. Atrás desta janela havia, entre outras coisas, mais pacotes de jornais, caixas de papelão vazias amarradas com corda, a moldura de um carrinho de bebê, um ancinho e guarda-sóis velhos amarrados. Após cinco horas de escavação, o corpo de Homer Collyer foi encontrado em uma alcova cercada por caixas cheias e jornais que estavam empilhados até o teto. Homer estava usando um roupão azul e branco esfarrapado, seus cabelos grisalhos e emaranhados atingiam seus ombros, e a cabeça estava apoiada nos joelhos.
O médico legista confirmou a identidade de Homer e disse que o irmão mais velho havia morrido há aproximadamente dez horas. Segundo o médico legista, Homer morreu de fome e doença cardíaca. A polícia inicialmente suspeitava que Langley Collyer era o homem que telefonava na dica anônima sobre a morte de seu irmão e teorizou que ele fugiu da casa antes da chegada da polícia (mais tarde descobriu que um vizinho chamou a polícia com base em um boato que ele ouviu). Um policial foi colocado no lado de fora da casa para esperar por Langley, mas ele nunca chegou. A polícia então começou a suspeitar que Langley estava morto quando não compareceu ao funeral de Homer realizado em 1 de abril.

## Descoberta de Langley Collyer
Após a descoberta do corpo de Homer Collyer, rumores começaram a circular que Langley tinha sido visto a bordo de um ônibus em direção a Atlantic City. Uma caçada ao longo da costa de Nova Jersey não mostrou nada. Relatórios de avistamentos de Langley levaram a polícia a um total de nove estados. A polícia continuou procurando na casa, removendo cerca de 3.000 livros, várias listas telefônicas desatualizadas, uma espada de cavalo, um piano Steinway, uma máquina de raios-X e mais pacotes de jornais. Mais de dezenove toneladas de lixo foram removidas do piso térreo do brownstone. A polícia continuou a limpar o estoque dos irmãos por mais uma semana, retirando outras oitenta e quatro toneladas de lixo da casa. Embora uma boa dose de lixo provenha da prática médica de seu pai, uma parcela considerável eram itens coletados por Langley ao longo dos anos. Aproximadamente 2.000 pessoas ficaram do lado de fora da casa para assistir o esforço de limpeza.
Em 8 de abril de 1947, um trabalhador encontrou o corpo de Langley Collyer a dez metros de onde Homer morreu. Langley foi encontrado em um túnel de dois pés (60 cm) de largura com molas de cama enferrujadas e uma cômoda. Seu corpo em decomposição, que era a fonte real do cheiro relatado pelo questionador anônimo, tinha sido parcialmente comido por ratos e estava coberto por uma mala, pacotes de jornais e várias caixas. O médico forense determinou que Langley havia morrido por volta de 9 de março. A polícia teorizou que Langley estava rastejando pelo túnel para levar comida ao seu irmão paralisado quando ele inadvertidamente tropeçou em uma armadilha que ele mesmo criou e acabou sendo esmagado. A causa de sua morte foi atribuída como sendo asfixia.
Ambos os irmãos foram enterrados ao lado de seus pais em sepulturas não marcadas no cemitério Cypress Hills, no Brooklyn.

## Conteúdos da casa
A polícia e os trabalhadores removeram cerca de 120 toneladas de resíduos e lixo da casa dos irmãos Collyer. Os itens que foram removidos incluíam carrinhos de bebê, carrinhos de boneca, bicicletas enferrujadas, alimentos antigos, cascas de batata, uma coleção de armas, lustres de vidro, bolas de boliche, equipamento de câmera, o topo dobrável de uma carruagem puxada a cavalo, um cavalete, três manequins de confecção de roupas, retratos pintados, fotos de meninas pin-up do início dos anos de 1900, bustos de gesso, mobiliário da Sra. Collyer, molas de cama enferrujadas, fogão de querosene, cadeira de criança (os irmãos eram solteiros de toda a vida e sem filhos ), mais de 25.000 livros (incluindo milhares sobre medicina e engenharia e mais de 2.500 sobre leis), órgãos humanos armazenados em jarros, oito gatos vivos, o chassi do antigo modelo T com o qual Langley estava mexendo, tapeçarias, centenas de jardas de sedas não utilizadas e outros tecidos, relógios, quatorze pianos (tanto grandes como verticais), um Clavicórdio, dois órgãos, banjos, violinos, bugles, acordeões, gramofone e registros e inúmeros pacotes de jornais e revistas, alguns deles muito velhos, e milhares de garrafas e latas e uma grande quantidade de lixo.. Perto do local onde Homer morreu, a polícia também encontrou 34 cadernetas de contas bancárias, com um total de US$ 3.007 (cerca de US$ 37.736 a partir de 2018).
Alguns dos itens mais incomuns encontrados na casa foram exibidos no Hubert's Dime Museum, onde foram apresentados ao lado de artistas secundários. A peça central desta exibição era a cadeira em que Homer Collyer havia morrido. A cadeira de Collyer passou nas mãos de colecionadores particulares depois de ter sido retirada da exibição pública em 1956.
A própria casa, há muito tempo sem manutenção, estava em decomposição: o telhado vazava e algumas paredes tinham caído, derramando tijolos e argamassa nos quartos abaixo. A casa foi considerada "insegura e com risco de incêndio" em julho de 1947 e foi derrubada no final desse mês.
A maioria dos itens encontrados na casa dos irmãos Collyer foram considerados inúteis e foram descartados. Os itens recuperáveis arrecadaram menos de US$ 2.000 em um leilão; a propriedade cumulativa dos irmãos Collyer foi avaliada em US$ 91.000 (equivalente a US$ 1.142.003 em 2017), dos quais US$ 20.000 eram bens pessoais (jóias, dinheiro, títulos e similares). Cinquenta e seis pessoas, principalmente primos de primeiro e segundo grau, reivindicaram a propriedade. Uma mulher de Pittsburgh chamada Ella Davis afirmou ser uma irmã perdida dos Collyers. O pedido de Davis foi declinado depois que ela não forneceu um certificado de nascimento para provar sua identidade (anos antes, Davis havia afirmado ser a viúva de Peter Liebach, outro recluso rico, de Pittsburgh, que foi encontrado assassinado em 1937). Em outubro de 1952, o tribunal do condado de Nova York decidiu que vinte e três dos reclamantes dividiriam a propriedade por igual.